# Brăhășești (gmina)
Brăhășești – gmina w Rumunii, w okręgu Gałacz. Obejmuje miejscowości Brăhășești, Corcioveni, Cosițeni i Toflea. W 2011 roku liczyła 8847 mieszkańców. 